# Pingasa celata
Pingasa celata är en fjärilsart som beskrevs av Walker 1866. Pingasa celata ingår i släktet Pingasa och familjen mätare. Inga underarter finns listade i Catalogue of Life.